# Marquette-lez-Lille
Marquette-lez-Lille (Nederlands: Market(t)e) is een gemeente in het Franse Noorderdepartement (Frans: département du Nord) (regio Hauts-de-France). De plaats maakt deel uit van het arrondissement Rijsel. Marquette-lez-Lille telde op 1 januari 2022 11.709 inwoners.

## Geografie
De oppervlakte van Marquette-lez-Lille bedroeg op 1 januari 2022 4,86 vierkante kilometer; de bevolkingsdichtheid was toen 2.409,3 inwoners per km². Door de gemeente loopt de gekanaliseerde Deule. Het Canal de Roubaix mondt er uit in de Deule.

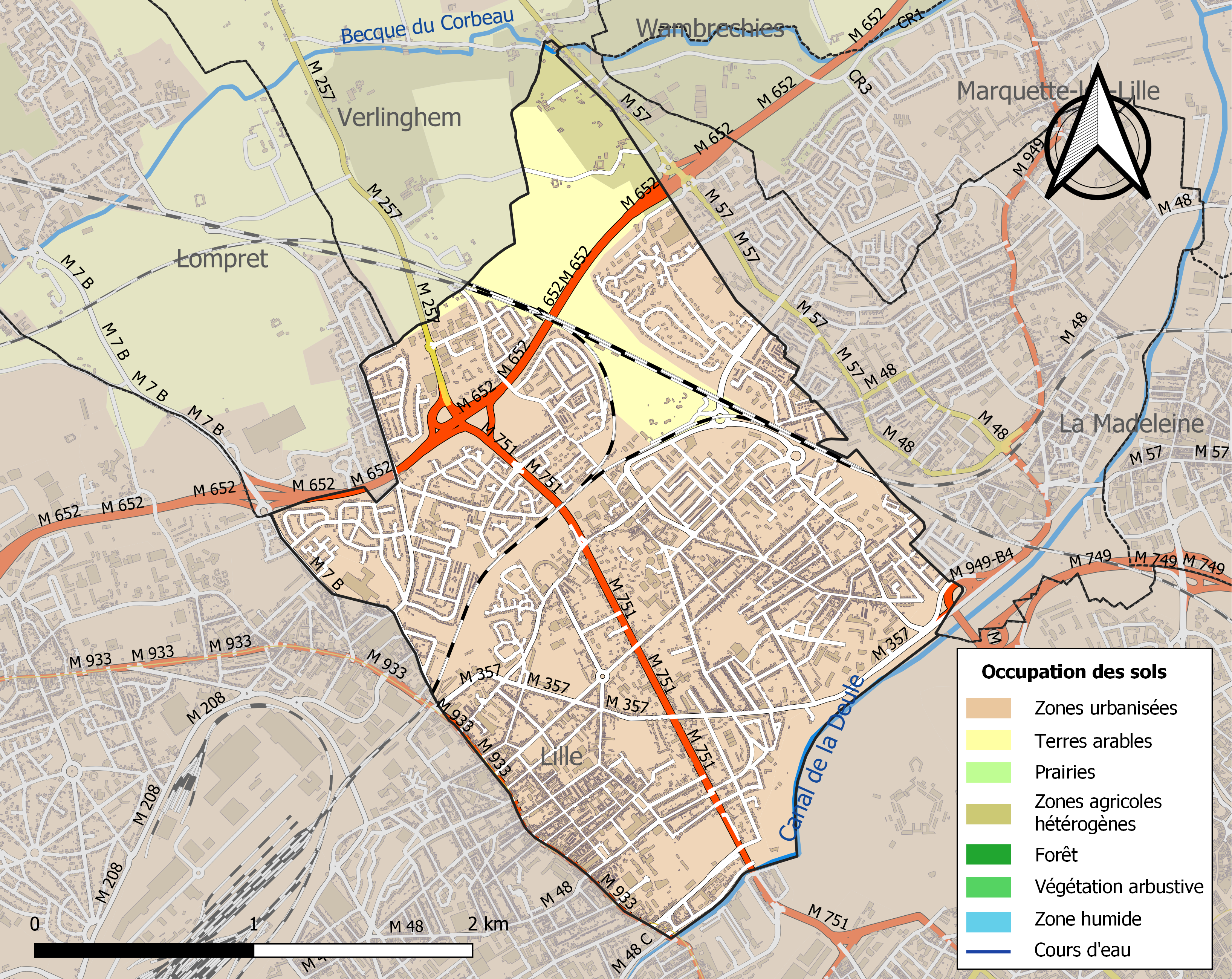
Kaart van de gemeente met belangrijkste infrastructuur, bodemgebruik en omliggende gemeenten

## Geschiedenis
Het dorp had in een ver verleden een meer Vlaamsklinkende naam; in de 13e eeuw werd "Markette" geschreven, verkleinwoord van het riviertje de Marke.

## Bezienswaardigheden
- De geklasseerde grondvesten van de verdwenen Abbaye du repos de Notre-Dame de Marquette
- De Église Saint-Amand
- De Église Notre Dame de Lourdes, in het zuiden van de gemeente
- Op de begraafplaats van Marquette-lez-Lille bevinden zich drie Britse oorlogsgraven.
- De Grands Moulins de Paris. De voormalige industriële gebouwen werden in 2001 geklasseerd.

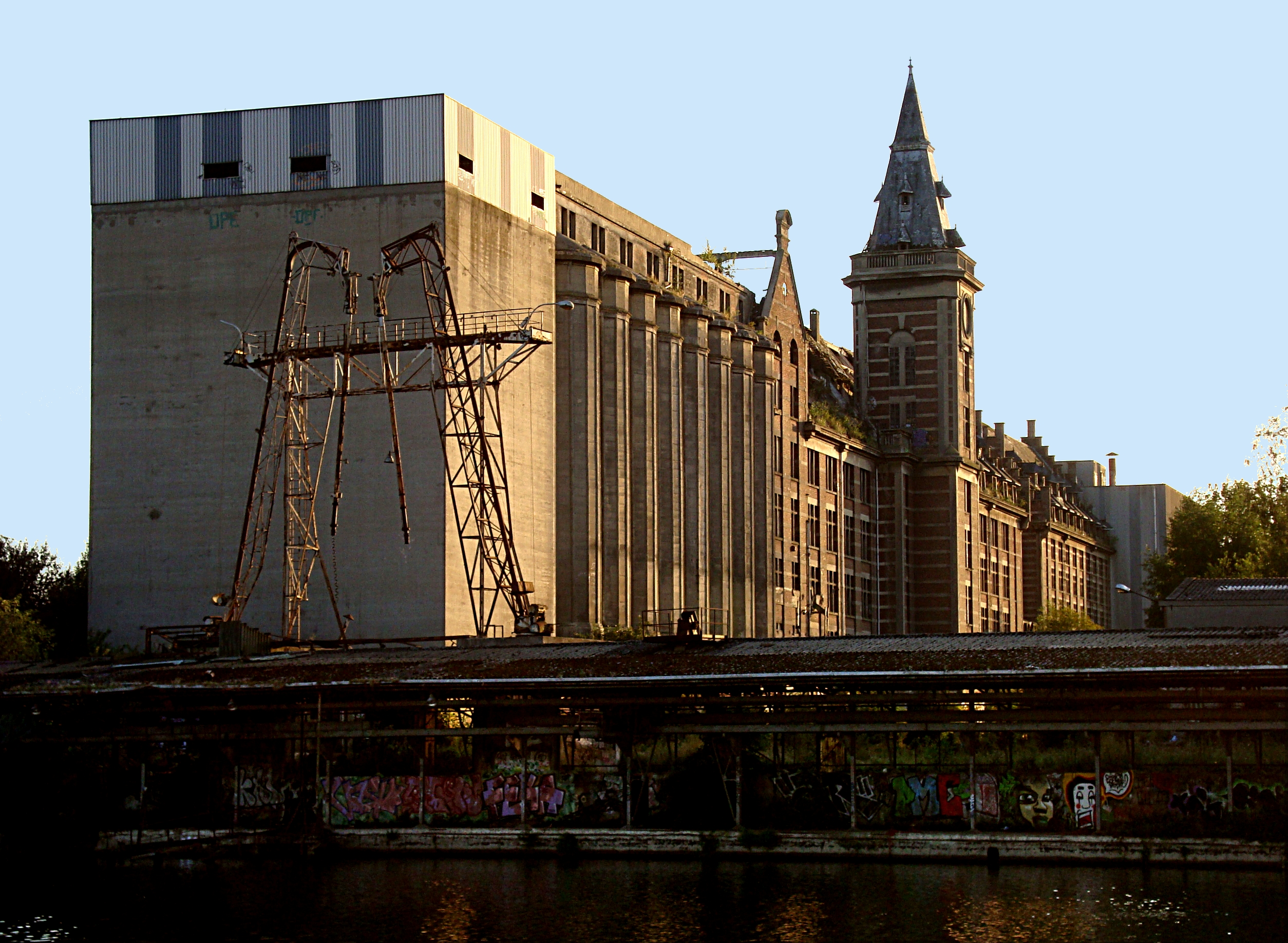
Grand Moulins de Paris

## Demografie
Onderstaande figuur toont het verloop van het inwonertal (bron: INSEE-tellingen).

## Stedenbanden
Marquette-lez-Lille onderhoudt een stedenband met:
- Fredersdorf-Vogelsdorf
- Sleaford